# Mohamed Zafzaf
Mohamed Zafzaf (n. 1942 – d. 2001)(Muḥammad Zafzaf, Zefzaf, Zifzaf) s-a născut la Souk Larbaa El Gharb în Maroc, a fost un romancier, poet și dramaturg marocan de limbă arabă. A trăit o viață dedicată literaturii, a făcut studii de filozofie pentru ca apoi să fie profesor și bibliotecar fără a-și neglija niciodată pasiunea pentru literatură. A trăit o viață simplă, în mijlolcul oamenilor simpli care se regăsesc în nuvelele și romanele sale ca exponenți ai societății marocane. Scriitura sa angajată este modernă și inovativă la nivelul limbii, apropiind-se în acest sens de expresionism. A scris în limba arabă clasică ceea ce a făcut ca opera sa să fie receptată cu dificultate în Magrebul francofon, unde majoritatea scriitorilor arabi aleg să scrie în limba franceză.
Mohamed Zafzar, pe numele său adevărat Mohammed Khassal, a debutat în anii șaizeci în literatura de expresie arabă prin nuvela "Trei săptămâni" publicată în presă. Cele mai cunoscute romane sunt "Femeia și trandafirul" (Al-mar’tu wa al-wardatu) publicată în 1972 și "Vulpea care apare și dispare" (At-ta‘labu alladi yażharu wa yaĥtafi) apărut în 1985. Alte romane ale sale, precum "Ziduri și trotuare"  (Arṣsifat wa ĝudrān, 1974) și "Tentativă de viață" (Muḥāwalat ‘ayš) prezintă viața oamenilor săraci din Kenitra, locul unde s-a născut și a trăit până când s-a mutat la Casablanca, atrăgând atenția asupra diferențelor dintre sărăcia marocanului de rând și opulența occidentală.
In anul 2002, la un an de la moarte, a fost instituit în onoarea sa premiul "Mohamed Zafzaf pentru literatură arabă"